# Port du hidjab dans les institutions publiques au Québec
Au Québec, la Loi sur la laïcité de l'État de 2019 empêche certains employés de l'État de porter un signe religieux lorsqu'ils exercent un emploi en position d'autorité dans des institutions publiques relevant du Gouvernement du Québec. Cette interdiction s'applique aux policiers, aux juges, aux agents des services correctionnels, aux directeurs d'école, aux enseignants des centres de service scolaires du Québec, ainsi qu'au président et aux vice-présidents de l’Assemblée nationale. Une clause dite grand-père permet aux personnes embauchées avant l'entrée en vigueur de la loi de continuer à porter leurs signes religieux. La Loi sur la laïcité de l'État est actuellement (2021) contestée devant les tribunaux.
La communauté musulmane du Québec fut, à maintes reprises, la cible de projet de loi concernant la laïcité. Effectivement, le port de signes religieux visibles par certains membres de cette communauté, particulièrement les femmes, fut considéré incompatible avec le caractère laïc de la société québécoise par plusieurs gouvernements québécois successifs. Incidemment, plusieurs projets de lois ont vu le jour depuis ces dernières années, ayant comme but principal de séparer les questions religieuses de l'État. Plusieurs moments importants ont jalonné le parcours de l'avènement de cette Loi sur la laïcité de l'État.

## Historique
La vision conflictuelle opposant Islam et laïcité au Québec tire ses origines de l’événement survenu à l'école Louis-Riel à Montréal en 1994. Une jeune étudiante québécoise se fait imposer le retrait de son hidjab, car le directeur souhaitait éviter l'encouragement à l'agressivité chez les jeunes « par le port d'un signe distinctif, comme le hidjab ou des insignes néo-nazis ». La comparaison entre ce signe religieux et un signe d’un groupe incitant à la haine fut le départ d’un débat qui perdure depuis au Québec.

### Commission Bouchard-Taylor
Le Québec vit en 2007 une crise des accommodements raisonnables qui mènera à la création de la Commission Bouchard-Taylor.
Une hausse de l’islamophobie est décelée au sein de la population lors de cette commission.[réf. nécessaire] Les deux commissaires durent lancer un avertissement, encourageant les gens à se rapprocher des communautés musulmanes plutôt que de les craindre et de nourrir une haine envers elles. Effectivement, ceux et celles prônant une laïcité dite « fermée » sont également les personnes qui recourent au discours haineux.[Interprétation personnelle ?] Elles tendent non seulement à décrire l’Islam comme une religion totalitaire encourageant la haine et la violence, mais à mentionner une peur de l'invasion, sans jamais référer le tout au terrorisme.
La commission Bouchard-Taylor encourage le multiculturalisme et la laïcité « ouverte » et ces propositions seront plus tard tenues responsables d’un retour du religieux et de demandes considérées comme abusives par les communautés religieuses minoritaires.

### Projet de Charte des valeurs québécoises par le Parti Québécois
Le Parti Québécois, formant un gouvernement minoritaire depuis 2012, présente son projet de Charte des valeurs québécoises à l’automne 2013, connu aussi sous le nom de Projet de loi 60. Ce projet propose l'interdiction du port de signes religieux par les employés de l’État et les employé.s du milieu de la petite enfance. Il se dit défenseur de la laïcité et de l'égalité de genres. On présente le projet de loi 60 comme cherchant à clarifier le principe de séparation de l’Église et de l’État. Un autre de ces objectifs est de préserver l’égalité hommes-femmes dans la société québécoise et désigne donc le port du voile chez les musulmanes comme « le symbole ultime de l’asservissement des femmes ».
Ce projet créera une division entre la population québécoise, en raison des vues opposées de la laïcité.

### Projet de loi 62
Le projet de loi 62 fut adopté en 2017 par le Parti Libéral de Philippe Couillard au cours de son 4e mandat. Cette loi dispose que les usagers et usagères d’autobus devront se découvrir le visage avant de pouvoir utiliser ce service public.
Ce projet de loi fut vivement contesté, notamment par les autres partis d’opposition, soit le Parti Québécois, la Coalition Avenir Québec et Québec Solidaire, qui ont tous voté contre. L'opposition de ce dernier s'explique par son désaccord avec le projet de loi, alors que les deux autres partis justifiaient leur opposition par le fait que le projet de loi n'allait pas assez loin dans son interdiction du port de signes religieux dans la fonction publique.

### La Loi 21
Le 16 juin 2019, le gouvernement de la Coalition Avenir Québec adopte la Loi 21, aussi connue sous le nom de Loi sur la laïcité de l'État, interdisant désormais le port de signes religieux par les employés de l'État, incluant les enseignants. Le projet n'est appuyé que par un des partis d'opposition, soit le Parti Québécois. Peu de temps avant son adoption, le ministre Simon Jolin-Barrette détermine que sera considéré comme signe religieux tout ce qui est porté « en lien avec une conviction ou un croyance religieuse ». Les premiers effets de cette loi se font observés dès le mois de septembre, alors que certaines enseignantes déjà en poste se font avertir de retirer leur voile, alors que d'autres se font refuser des postes. On remarque donc que cette loi a un impact sur la pénurie d'enseignants, puisque certaines femmes qualifiées pour ces postes se voient refusées à l'emploi en raison de leur hidjab. D'un côté plus global, Pierre Arcand, du Parti Libéral, déplore l'adoption d'une loi qui vient retirer des droits pourtant acquis par la Charte des droits et liberté de la personne de 1975.

## L’Islam au cœur des débats
Ces projets de lois et lois adoptées, ayant comme objectif la laïcité, visent par le fait même les signes religieux visibles, généralement portés par des groupes religieux minoritaires racisés. L'Islam est souvent considéré comme incompatible avec les valeurs de la société québécoise, dont cette laïcité, puisqu'elle inclut dans certains cas le port de signes religieux visibles par les femmes. Les projets de lois proposés lors des dernières années se présentent comme défenseurs de l’égalité de genre, insinuant par le fait même que les musulmans et musulmanes s’y opposent. Le Québec a donc tenté à plusieurs reprises de s’inspirer de la laïcité française, cette dernière croyant pouvoir réconcilier Islam et sécularisation. Bien que la loi 21 se soit faite accuser d'être discriminatoire, spécialement envers les femmes musulmanes, elle se défend de l'être par l'affirmation qu'elle s'adresse aux hommes autant qu'aux femmes et ce, de toutes religions confondues. Les défenseurs de cette loi croient qu'au contraire, elle évite la discrimination qui pourrait être causée par des employés de l'État en raison de leurs pratiques religieuses.

## Différentes vues sur la laïcité
Cette crise de la laïcité est venue créer, sinon renforcer, la distinction entre le pôle « nous » versus le pôle « eux », le premier étant associé à la sécularisation, la laïcité, la modernisation et l’égalité, alors que le second est associé à la religion, au fondamentalisme, au conservatisme et à l’inégalité. Les défenseurs du projet de loi 60 affirment qu'il n'est pas nécessairement visé contre les musulmanes, mais bien qu’il s’adresse à toutes les religions confondues. Il se défend d’être islamophobe et compare sa visée à celle qui était faite lors de la Révolution Tranquille dans les années 1960. On accuse ceux et celles qui s'y opposent de vouloir défendre les convictions d’une enseignante avant les convictions des parents et des élèves. Legault quant à lui, considérera son projet de loi sur la laïcité de « modéré », celui-ci faisant un compromis entre les partis ayant différentes vues de la laïcité, certaines plus souples et d'autres plus rigoureuses.

### Groupes féministes
Une scission s’est créée au sein du mouvement féministe québécois à la suite du projet de charte des valeurs; on remarque alors deux tendances au sein du mouvement. D'un côté, il y a les regroupements de femmes (Réseau des citoyennes pour l'indépendance, un collectif de femmes provenant du mouvement OUI Québec ; organisme Pour les droits des femmes du Québec) qui ont appuyé la Charte des valeurs québécoises du Parti Québécois ainsi que le projet de loi 60, et qui considèrent que les femmes musulmanes portant un signe religieux menaceraient les acquis réalisés par le mouvement féministe québécois depuis ces dernières années. De l'autre côté, la Fédération des femmes du Québec (FFQ), principale organisation féministe de la province, défend que des projets de loi tel le projet de charte des valeurs a pour but de forcer les femmes musulmanes à retirer leur voile si elles en portent un afin d’affirmer un contrôle sur leurs corps. Cette scission se poursuit avec l'adoption de la loi 21, les gens derrière l'adoption de cette loi réfutant les accusations la qualifiant de loi de sexiste et anti-féministe, puisqu'elle s'applique de la même façon aux hommes qui porteraient un signe religieux dans la fonction publique, ne renforçant donc pas une discrimination fondée sur le sexe.
Différentes instances publiques et personnalités publiques se sont présentées selon l’une ou l’autre de ces tendances. Le Conseil du Statut de la Femme (CSF), comme principal représentant du féminisme d’État, ainsi que certains partis politiques se sont présentés contre la laïcité dite « ouverte ». Le CSF s’est d’ailleurs prononcé pour le projet de loi 60 en 2013. On note également la formation du groupe Pour le droit des femmes du Québec (PDF-Q), groupe se positionnant en faveur de l’adoption de la Charte pour prévenir les éducatrices en garderie musulmanes et voilées de faire du prosélytisme en exerçant leurs fonctions. Le groupe Les Janette démontrent également leur appui au projet de loi 60 et la laïcité qu’il défend, affirmant qu’il défend la liberté des femmes qui est depuis toujours brimée par les religions.
On remarque[Qui ?] donc l'émergence du « fémonationalisme » au sein de la population québécoise lorsque des militantes féministes se sont positionnées contre le port du hidjab. La tendance populaire est désormais d’associer Islam avec anti-féminisme. Ce phénomène, théorisé par la sociologue Sara Farris, se décrit comme « l'économie politique de la formation discursive qui rassemble les partis nationalistes et leurs préoccupations anti-Islam et anti-(hommes)immigrants, certaines féministes et des gouvernements néolibéraux autour de l'idée de l'égalité de genre ». Il s'agit donc d'une « instrumentalisation de la notion d’égalité de genre dans une perspective xénophobe et dans des logiques anti-immigration et anti-Islam ». Ainsi, certains partis populaires arrivent à propager un discours xénophobe tout en prétendant défendre la cause féministe.

### Communauté LGBTQ+
Ce même genre de séparation se fit ressentir au sein de la communauté LGBTQ+ du Québec, entre ceux et celles appuyant le projet de loi 60 et ceux et celles s’y opposant. D'un côté, on voit[Qui ?] ce projet de charte comme protégeant l’égalité des minorités sexuelles contre certains dogmes religieux qui relèvent d’une vision plus fondamentaliste, alors que de l’autre, on vise l’inclusion tout en protégeant les droits des membres LGBTQ+ appartenant également à des communautés immigrantes qui seraient visées par ce projet de loi.

## Islamophobieau Québec

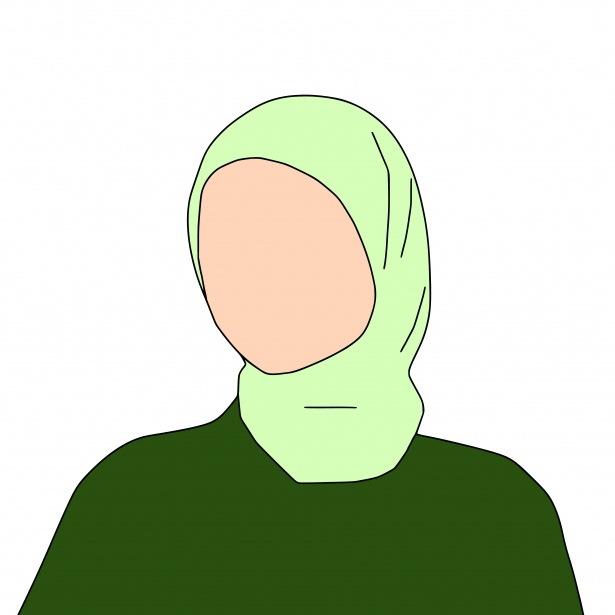

Dans les médias, l'islamophobie se traduit par une représentation négative de la religion musulmane, des musulmans et particulièrement de la femme musulmane portant le voile religieux. Effectivement, les articles publiés dans les médias présentent implicitement les musulmans de manière péjorative. Une étude sur la lexicographie des articles de presse portant sur les sujets en lien avec l'islam a été menée et montre des effets particuliers sur le cas de l'islamophobie dans les médias: « En effet, dans l'exploration lexicographique, la tenue vestimentaire se retrouve mentionnée dans 44 % des articles alors que 33 % des articles ont abordé la thématique de l'islam ou des musulmans. [..]À titre comparatif, les termes reliés à la religion catholique (Église catholique, catholicisme et crucifix) sont mentionnés dans 22 % des articles et ceux liés au judaïsme dans 12 % des articles. ». Il est possible de constater que les musulmans sont surreprésentés dans les médias et que la plupart des articles mettent l'accent sur le signe religieux des femmes musulmanes. Il est important de noter que les musulmans forment 4,9 % de la population canadienne et que les femmes voilées ne sont qu'une fraction de ce pourcentage. Ainsi, la surexposition de ces femmes dans les médias contribue à la perpétuation de l'islamophobie en transmettant sans cesse une image négative de celles-ci. L'islamophobie vise en majeure partie les femmes puisqu'elles sont particulièrement faciles à identifier. Le voile musulman qu'une partie des femmes musulmanes portent est un indicatif visible de leur appartenance religieuse. Chez les hommes musulmans, ces caractéristiques physiques sont présentes, mais plus difficilement identifiables.Une partie des hommes musulmans portent la barbe pour des raisons religieuses. Néanmoins, il est plus difficile d'identifier une personne qui porte la barbe pour des raisons esthétique et une personne qui porte la barbe pour des raisons religieuses. Le voile religieux, comme son nom l'indique, a une connotation religieuse et est associé à la religion musulmane. C'est pourquoi l'islamophobie et surtout les actes islamophobes sont dirigés vers les femmes, car celles-ci représentent l'islam d'un point de vue occidental.